# Mamuka Kobakhidze
Mamuka Kobakhidze (Tbilisi, 23 agosto 1992) è un calciatore georgiano, difensore della Dinamo Batumi.

## Carriera

### Club
Ha giocato nel campionato georgiano e russo.

### Nazionale
Ha esordito con la Nazionale under-21 durante le qualificazioni agli europei di categoria.

## Palmarès
- Campionato georgiano: 4

Zest'aponi: 2010-2011, 2011-2012
Dinamo Batumi: 2021, 2023
- Supercoppa di Georgia: 1

Dinamo Batumi: 2022